# Ameronothrus dubinini
Ameronothrus dubinini är en kvalsterart som beskrevs av Sitnikova 1975. Ameronothrus dubinini ingår i släktet Ameronothrus och familjen Ameronothridae. Inga underarter finns listade i Catalogue of Life.